# Dreifarbentangare

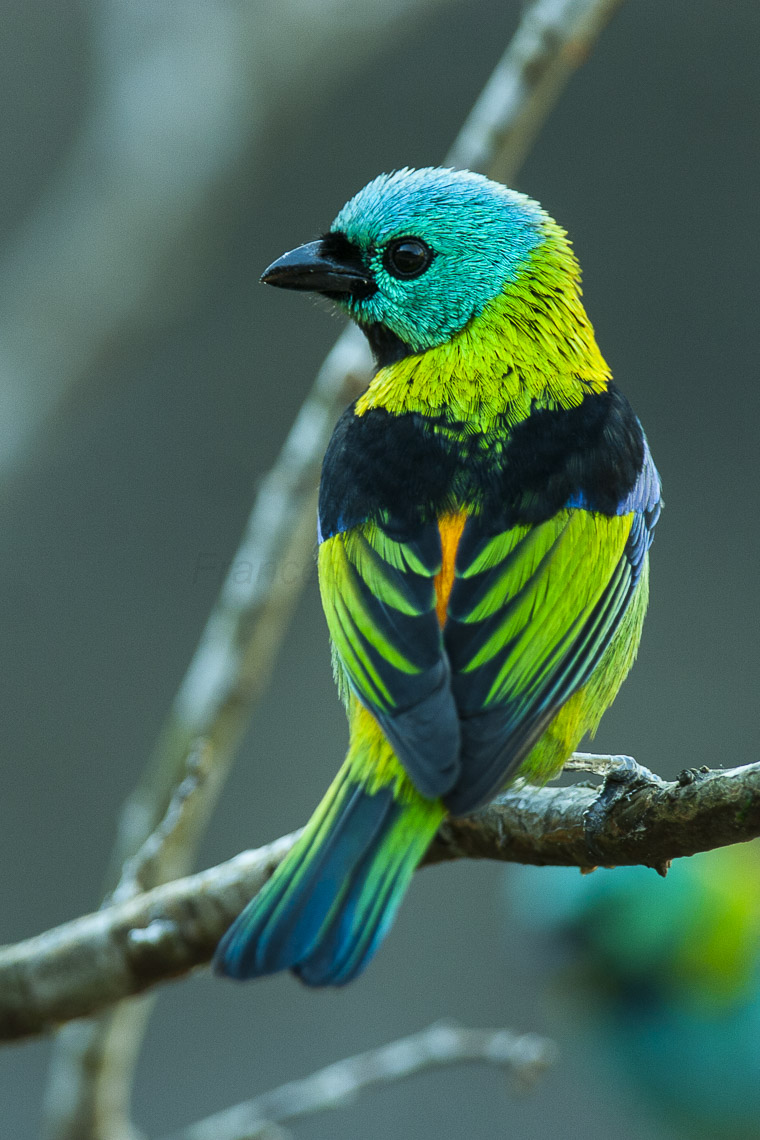
Rückansicht

Die Dreifarbentangare (Tangara seledon) ist eine in Südamerika vorkommende Vogelart aus der Familie der Tangaren (Thraupidae).

## Merkmale
Die Dreifarbentangare erreicht eine Körperlänge von etwa 13 Zentimetern und ein durchschnittliches Gewicht von 18,7 Gramm. Die Vögel sind sehr bunt gefärbt und zeigen die folgenden Gefiederfarben:
- Kopf und Brust: Türkis
- Hals, Bauch und Handschwingen: Grün
- Bürzel: Orange
- Augenring, Schnabelansatz, Kehle und Armschwingen: Schwarz.

Die Geschlechter unterscheiden sich farblich kaum. Die Weibchen zeigen etwas blassere Farben.

## Ähnliche Arten
Die ebenfalls sehr bunt gefärbten Arten Siebenfarbentangare (Tangara chilensis) und Vielfarbentangare (Tangara fastuosa) unterscheiden sich in erster Linie durch die blaue Färbung des Bauches sowie die schwarzen Handschwingen.

## Verbreitung und Lebensraum
Dreifarbentangare kommen im Südosten von Brasilien und Paraguay sowie im äußersten Nordosten Argentiniens vor. Sie bewohnen bevorzugt feuchte Wälder, Waldränder und Berghänge in Höhenlagen bis zu 900 Metern. Mit der Anlage von Obstplantagen durch den Menschen erfolgte in den letzten Jahren eine Ausdehnung der Art auch dorthin sowie in Gärten und Parkanlagen und an Stadtränder.

## Lebensweise
Die Vögel ernähren sich in erster Linie von Früchten, in geringem Maße auch von Gliederfüßern (Arthropoda). Neben wild wachsenden Früchten werden auch Orangen, Papayas und Bananen in Obstplantagen gerne als Nahrung angenommen, die meist kopfabwärts erreicht wird. Die Brut erfolgt paarweise oder in größeren Gruppen von bis zu 20 Individuen. Als Zeitabschnitt wurden hierfür die Monate November bis Februar in Brasilien, November und Dezember in Paraguay sowie November in Argentinien dokumentiert. Das tassenförmige Nest wird von beiden Eltern angelegt und in erster Linie aus getrockneten Gräsern, Blättern und Moosen gefertigt. Es wird meist mit drei Eiern bestückt. Die Eier sind weißlich bis blass rosa gefärbt und mit bräunlichen Flecken überzogen. Die Nestlinge fliegen nach 30 bis 35 Tagen aus, werden von den Eltern jedoch bis zu 75 Tage gefüttert.

## Gefährdung und Schutz
Die Dreifarbentangare ist in den meisten ihrer Verbreitungsgebiete nicht selten und wird demzufolge von der Weltnaturschutzorganisation IUCN als  „Least Concern = nicht gefährdet“ klassifiziert.

## Etymologie und Forschungsgeschichte
Die Erstbeschreibung der Dreifarbentangare erfolgte 1776 durch Philipp Ludwig Statius Müller unter dem wissenschaftlichen Namen Der Seldonkopf Tanagra Seledon. Das Typusexemplar stammte angeblich aus Cayenne. Bereits 1760 führte Mathurin-Jacques Brisson die Gattung Tanagra ein. Dieser Begriff stammte aus der Tupi-Sprache und bedeutet Tänzer bzw. einer, der sich umdreht und hüpft. Den Artname »seldon« bezieht sich auf den seladongrünen Kopf der Tangare. Alfred Laubmann erwähnte in seinem Werk Die Vögel von Paraguay einen Balg, der in Cambyretá gesammelt wurde. Erstmals wurde die Art in diesem Land von Arnaldo de Winkelried Bertoni als Synonym Calliste tricolore erwähnt. Laubmann selbst stellte die Art ebenfalls in die Gattung Calliste Boie, 1826. Neben Bertoni hatte auch Adolf Neunteufel (1909–1979) die Art für Paraguay nachgewiesen.

## Trivia
Es existiert eine 5 Real-Briefmarke von 2011 auf dem der Dreifarbentangare abgebildet ist.